# Popović (Rača)
Pour les articles homonymes, voir Popović.
Popović (en serbe cyrillique : Поповић) est un village de Serbie situé dans la municipalité de Rača, district de Šumadija. Au recensement de 2011, il comptait 357 habitants.

## Démographie
| 1948 | 1953 | 1961 | 1971 | 1981 | 1991 | 2002 | 2011 |
| ---- | ---- | ---- | ---- | ---- | ---- | ---- | ---- |
| 711  | 724  | 691  | 582  | 553  | 488  | 412  | 357  |

|  |